# Лиси-Врых
Лиси-Врых (болг. Лиси връх) — село в Болгарии. Находится в Шуменской области, входит в общину Каолиново. Население составляет 61 человек.

## Политическая ситуация
Лиси-Врых подчиняется непосредственно общине и не имеет своего кмета.
Кмет (мэр) общины Каолиново — Нида Намыков Ахмедов Движение за права и свободы (ДПС)) по результатам выборов в правление общины.